# 方脑壳
方脑壳是四川话里的一个词汇，最常见于成都、重庆等地。其意义大致是“死脑筋”、“笨蛋”、“蠢人”，常用来表示一个人反应迟钝、行事鲁莽、不懂人情世故、做事不会变通。

## 通俗作品
因为此词语很形象化（“脑壳”在四川话中指“头”，所以直接的意义是方的头），所以经常被用于一些通俗作品的创作。
- 方脑壳外传：成都作家罗清和的作品，2002年被提名诺贝尔文学奖。[1]
- 方脑壳的故事：又已故艺术家庞祖云主演的一部喜剧片。[2]